# 別子銅山

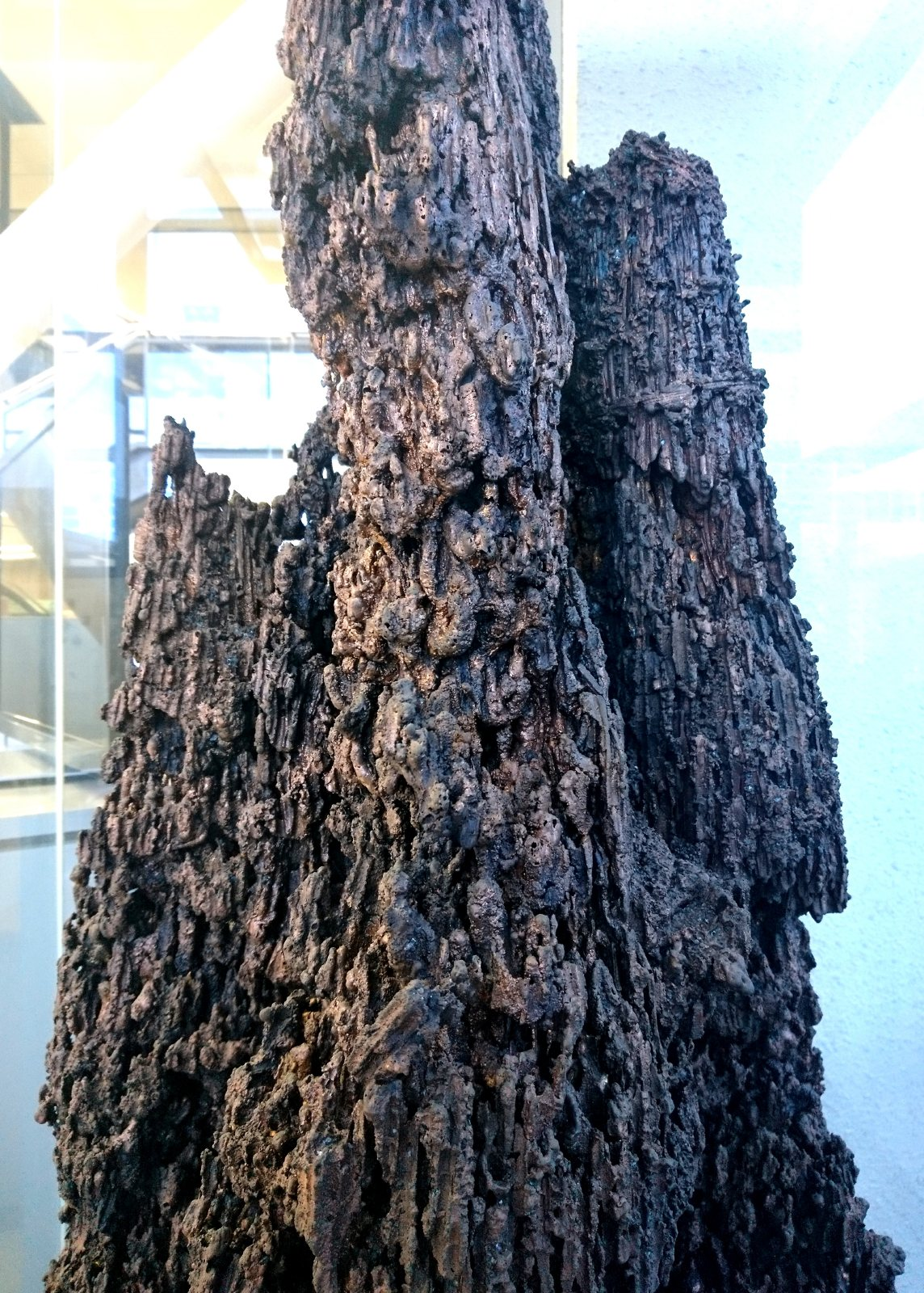
銅滴（新居浜市役所ロビー）銅製錬所で鋳銅の際に滴った銅が自然に積り固まった姿を再現したもの

別子銅山（べっしどうざん）は、愛媛県新居浜市にあった銅山。総産銅量は日本第2位の約65万トン。日本三大銅山の一つ。
元禄4年（1691年）の開坑から1973年（昭和48年）の閉山まで283年間、一貫して住友家が経営し（閉山時は住友金属鉱山）、関連事業を興すことで発展を続け、住友が日本を代表する巨大財閥となる礎となった。

## 概要
最初の採鉱は海抜1,000メートル以上の険しい山中（旧別子山村）であったが、時代と共にその中心は新居浜市側へ移っていった。
坑道は全長700キロメートル、最深部は海抜マイナス1,000メートルにもおよぶ。
皇居前広場の公園内に現存する楠木正成像は、1900年（明治33年）に別子銅山の銅で献納された。
1900年（明治33年）の銅山川鉱毒事件や製錬所の煙による煙害など、複数回公害問題が発生している。
閉山後は植林事業の成果もあり緑深い自然の山へと戻って、産業遺跡が山林の中に佇んでいる状態であったが、別子山村の合併により一体的な観光開発にも弾みがつき、歴史的意義を風化させないことを目的として、発祥の地の旧別子の遺産群、それに続く東平（とうなる）、 端出場（はでば）、筏津（いかだつ）、星越（ほしごえ）の遺産を整備し、新居浜市の新たな観光資源として甦っている。

## 歴史

### 鉱山の発見
大坂屋久左衛門経営の伊予国立川銅山で働いていた切場長兵衛は立川銅山に隣接する足谷山（別子）に銅鉱が連鎖しているのを覚り、備中の吉岡鉱山に住友の田向重右衛門(たむけじゅうえもん)を訪ね、見込みを告知した。田向は部下とともに長兵衛を案内人に、大坂屋に気づかれないように天満村から険しい山中を踏み越えて足谷山に入り、大鉱脈が横たわることを確認した。
- 1690年（元禄3年）秋 - 田向重右衛門一行が別子銅山を検分。

### 開坑の計画
- 1691年（元禄4年）4月、住友家は開坑を願い出たが、その条件は下記のとおり。

1. 元禄4年6月から9年5月まで満5箇年請負
2. 運上は銅1000貫につき130貫、代金は銅100貫目につき銀500目
3. 炭窯運上は10口につき1箇年銀30枚、ただし毎月上納、
4. 銅山付近の材木は残らず銅山付、
5. 奥山大難所の林木で年々枯れ捨てる分は銅山用材として下付   など

であった。「1」は成績が不良であった場合は請負を辞退することを保留したもので、永代請負となったのは1702年（元禄15年）3月である。これよりさき同年1月、住友友芳は勘定奉行荻原重秀に呼び出され、成績不良で1698年（元禄11年）に請負を辞退した吉岡鉱山の経営を高圧的に命じられた。これは江戸幕府の貨幣政策で丁銅不足に悩んでいたためであり、友芳は交換条件として、下記の要望を提出した。
1. 別子銅山と吉岡銅山に対して鉱業助成金10000両を貸し下げ
2. 西国筋天領のうちから吉岡別子両従業員食糧用に米6000石払い下げ、ただし10ヶ月延買
3. 別子銅山永代請負 など

### 住友による開坑
- 1691年（元禄4年）
  - 5月 - 別子銅山請負稼行認可。
  - 閏8月1日 - 採鉱開始。

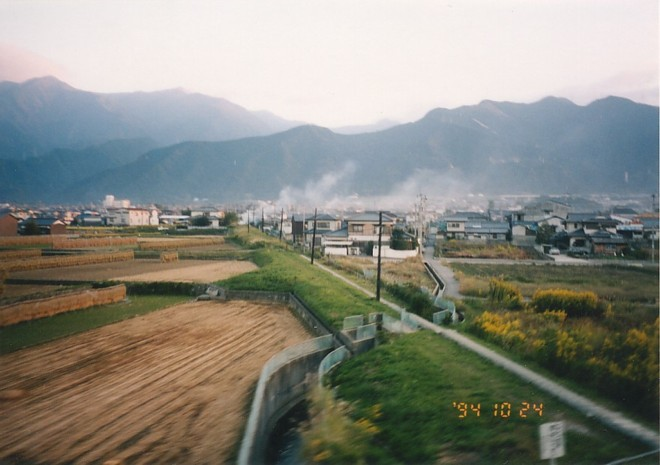
鉱山鉄道の廃線跡 予讃線新居浜〜中萩から

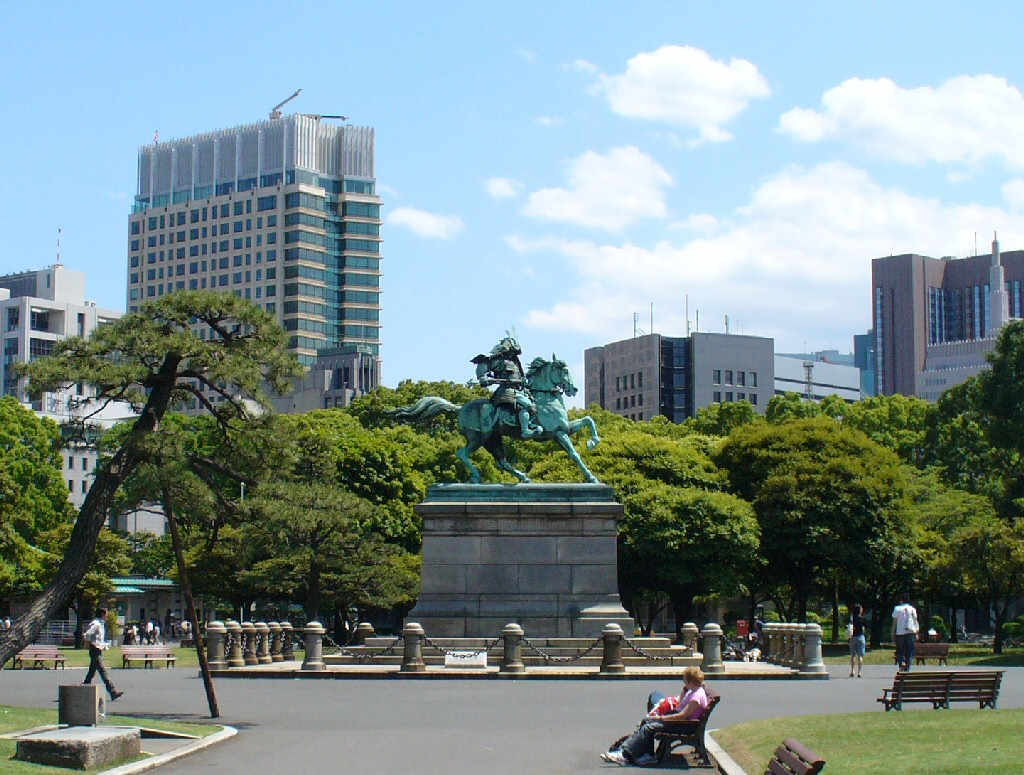
別子銅山の銅で献納された皇居前広場楠木正成銅像

- 1698年（元禄11年） - 明治以前で最高の産銅量を記録。
- 1702年（元禄15年） - 新居浜口屋（浜宿）を設置。
- 1819年（文政2年）- 阿波領吉野川筋で鉱毒問題を引き起こし、阿波藩主の訴願により幕府は検分使を派遣した[1] 。
- 1865年（慶応元年）9月 - 広瀬宰平が別子支配人となる。
- 1868年（明治元年）1月 - 大政奉還を受けて新政府は土佐藩に別子銅山を含む川之江幕府領の接収を命じた。このとき広瀬宰平は土佐藩の川田小一郎と友好関係を結び住友家の別子経営を維持することに成功した。
- 1874年（明治7年）3月 - フランス人鉱山技師ルイ・ラロック、別子に赴任。
- 1875年（明治8年）10月 - 鉱山目論見書完成、ルイ・ラロック解雇。
- 1876年（明治9年）
  - 2月 - 広瀬宰平、別子近代化起業方針を示す。
  - 7月 - 東延斜坑の開さくに着手。
- 1882年（明治15年）12月 - 広瀬宰平、惣開精錬所の建設を政府に出願。
- 1888年（明治21年）11月 - 惣開精錬所操業開始。
- 1893年（明治26年）
  - 2月 - 住友別子鉱山鉄道の下部鉄道が開業。
  - 8月 - 住友別子鉱山鉄道の上部鉄道が開業。
  - 9月 - 銅精錬排ガスによる公害が発生。水稲が多大な被害を受けた。新居浜村長は「稲作被害原因の現地立会調査」を求めた[1]。その後精錬所は移転されたが、移転先でも操業開始後に同様の公害が発生。農民への賠償金支払い、産銅量制限等の協定を締結[2]。
- 1896年（明治29年）6月 - 新精錬所の候補地を四阪島に決定。
- 1899年（明治32年）8月 - 台風の集中豪雨により別子大水害が発生。512人が死亡。農商務大臣は住友吉左衛門に対して、坑水の除害装置及び殿渣置場の修復を命令した[3] 。
- 1900年（明治33年）1月 - 開坑200年を記念し皇居前に楠公銅像献納。
- 1902年（明治35年）8月 - 第三通洞貫通。
- 1905年（明治38年）1月 - 四阪島精錬所本格操業開始したが、本土側で稲の葉が漂白され、被害者側は大阪鉱山監督署に「煙害の防止か、製錬所の廃止か」を要求し、ある時は数千人の農民が抗議した[4] 。
- 1907年（明治40年）6月 - 別子大争議発生。軍隊が出動する騒ぎとなる[5]。
- 1911年（明治44年）2月 - 住友別子鉱山鉄道の上部鉄道廃止。
- 1915年（大正4年）9月 - 第四通洞貫通し、全山の坑内水集め、新居浜港内の私設堀割から海中に流す[1] 。
- 1916年（大正5年）1月 - 採鉱本部を東延から東平に移転。
- 1924年（大正13年）11月 - 四阪島精錬所に大煙突完成。
- 1925年（大正14年）12月 - 日本総同盟大阪連合会別子労働組合は、創立一周年記念大会での決議を元に、不当解雇反対、臨時雇制度の反対などの要求を住友鉱業所に申し入れ、ストライキに発展した[6]。
- 1927年（昭和2年）10月 - 鷲尾勘解治が最高経営者となる。
- 1929年（昭和4年）6月 - 新居浜築港計画出願。
- 1930年（昭和5年）5月 - 採鉱本部を東平から端出場に移転。
- 1939年（昭和14年）
  - 6月 - 新居浜築港完成。
  - 12月 - 四阪島精錬所煙害問題解決。
- 1950年（昭和25年）3月17日 - 新居浜電錬工場に昭和天皇の戦後巡幸。銅倉庫や反射炉室、金銀電解室などを視察[7]。
- 1960年（昭和35年）9月 - 大斜坑の開削着手。
- 1968年（昭和43年）3月 - 東平坑休止、東平撤退。
- 1969年（昭和44年）2月 - 大斜坑完成。

### 閉山とその後
- 1973年（昭和48年）3月 - 筏津坑終掘、閉山。
- 1975年（昭和50年）6月 - 別子銅山記念館開館。
- 1977年（昭和52年）2月 - 住友別子鉱山鉄道廃止。
- 1989年（平成元年） - 「別子銅山跡」が日本の秘境100選に選定。
- 1990年代後半 - 世界遺産への登録を目指す動き始まる。

### 世界遺産登録への動き
近代産業遺産の宝庫として文化財関係者等からは注目されていたが、そのほとんどが住友グループに属することもあって、活用が進んでいなかった。こうした近代日本を切り開く礎となった産業開発の歴史さらにはその後の環境の復元という人の営みに着目し、また石見銀山が2007年（平成19年）6月28日にユネスコの世界遺産（文化遺産）へ登録が決定されたこともあって、別子銅山も世界遺産登録を目指す動きがある。2006年（平成18年）5月、日本を代表する金銀銅の産地である新潟県佐渡市（金山）、島根県大田市（銀山）、新居浜市（銅山）の3市長が集まって「金銀銅サミット」が開催された。

## 地質学的特徴
別子銅山の鉱床は、変成岩（三波川変成帯）中に現れる層状含銅硫化鉄鉱床（キースラガー）である。これは海底火山などの活動にもたらされた熱水鉱床の一種と考えられている。純度の高い黄銅鉱（銅の鉱石）、黄鉄鉱が産出されていた。鉱石中の銅の含有量が多い特徴があり、高品位の物だと20%台（現在チリで採掘されている銅鉱石は1%前後）にも達する。

## 産業遺産

### 特徴
別子銅山から発展してきた新居浜市には、鉱石の採掘から、精錬、関連して発生した化学工業、機械工業など、また工場・鉱業所だけでなく、社宅など生活の場も含めて、幅広い産業遺構群が現存し、一部は現在も用いられている。
その分布は、赤石山系の山中から、ふもとの端出場、山根地区、さらには海岸部の星越、惣開、新居浜港、さらに新居浜港の沖合いの四阪島（この島のみ新居浜市ではなく、今治市）に至るまで、南北方向に広範囲に分布している。
時代別には、開坑から明治、大正、昭和繁栄と閉山までの時代の変遷を示す一連の遺構が残存する。
別子銅山の観光施設として端出場地区にマイントピア別子が整備され、マイントピア別子から山道を登った東平へはガイド付きの観光バスが用意されている。なお、端出場地区に所在した採鉱本部などの建屋はそのほとんどが取り壊されている。

### 鉱山鉄道
住友別子鉱山鉄道が、石ヶ山丈〜角石原（日本初の山岳鉄道であり僅か18年で廃止になる）、惣開〜端出場に走っていた。1893年（明治26年）に開業、1952年（昭和27年）に旅客営業廃止、1977年（昭和52年）に鉱山鉄道としても廃止となった。

### 旧別子地区

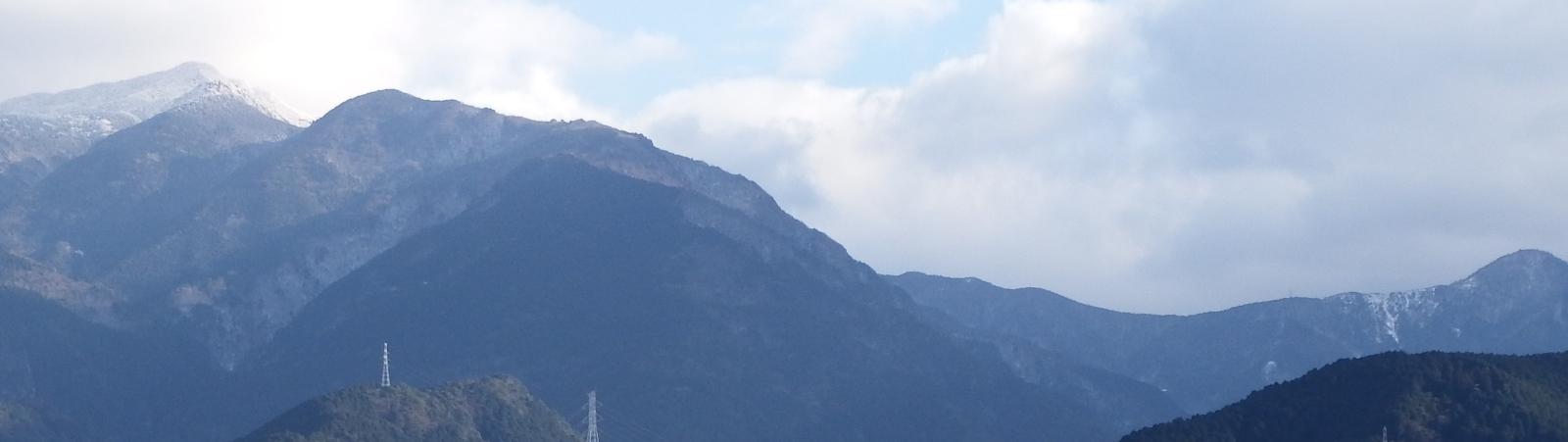
銅山峰（北の新居浜市街より）

銅山峰（どうざんみね）嶺南にある別子銅山の発祥の地である。1691年に開坑され1916年に東平に採鉱本部が移されるまで別子銅山の中心地であった。現在は森に甦っているが、新居浜市街地から県道47号線で大永山トンネルを越え下った別子地区に駐車場が設置され、そこから遊歩道で散策できるように整備されている。
画像の解説：左のピークは西赤石山（標高1625.8m)、中央の低い所は銅山越（標高1294m)、右のピークは西山（標高1428.7m）で、そのすぐ左の雪の有る所はザレ場になっていて最後まで雪が残り白馬に見えることから、白馬が消えると春が到来すると新居浜では云われていた。この銅山越の辺りを銅山峰と呼び、その南側に旧別子がある。

### 東平地区
東平（とうなる）地区は、1916年（大正5年）から1930年（昭和5年）まで別子銅山採鉱本部が置かれていた。閉鎖された坑道や鉱物輸送用の鉄道跡や当時使われていた機器や住居跡の石垣が残っている。付近は再整備され、歴史資科館、保安本部跡を利用したマイン工房、メインの遺跡となった貯鉱庫と索道停車場の跡、花木園などがある。旧東平中学校跡地の銅山の里自然の家は使命を終え廃止され更地になっている。なお、『東洋のマチュピチュ』と称し観光客を呼び込んでいる。 

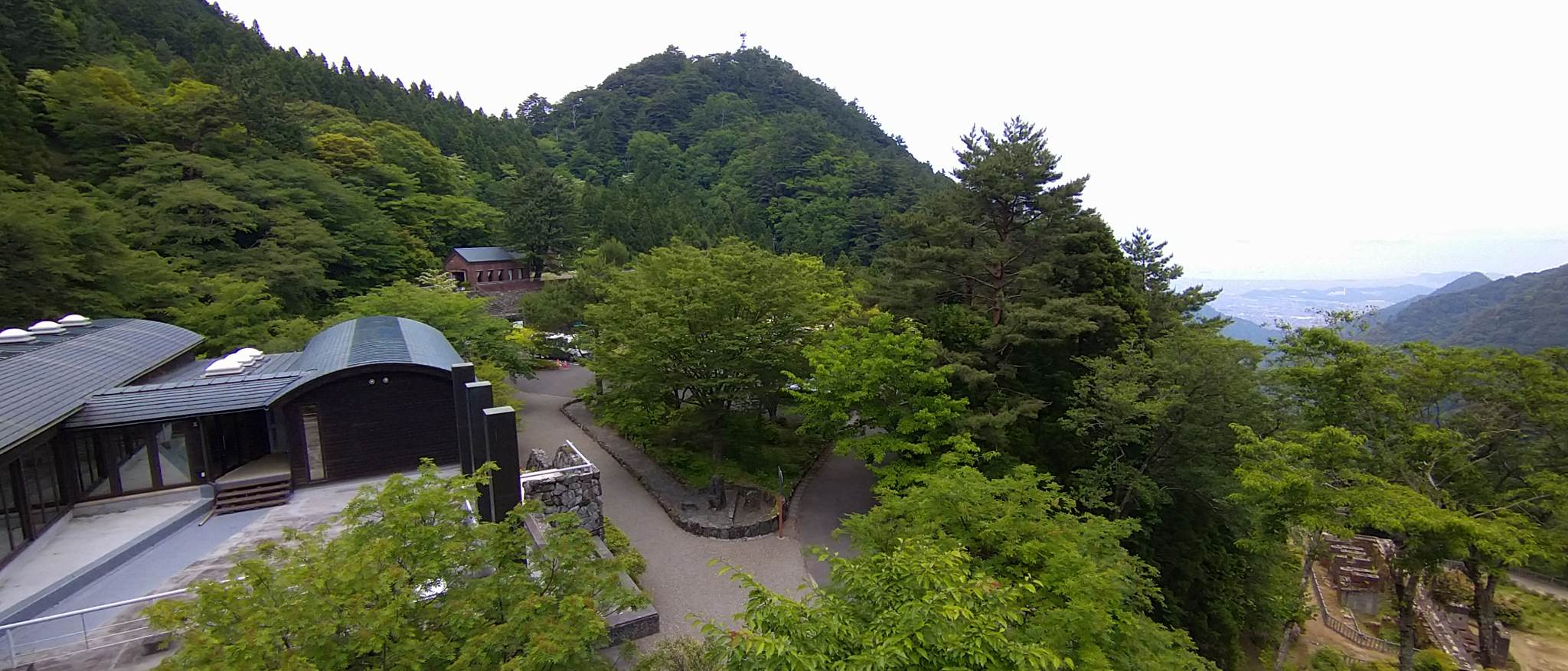
東平　中心部
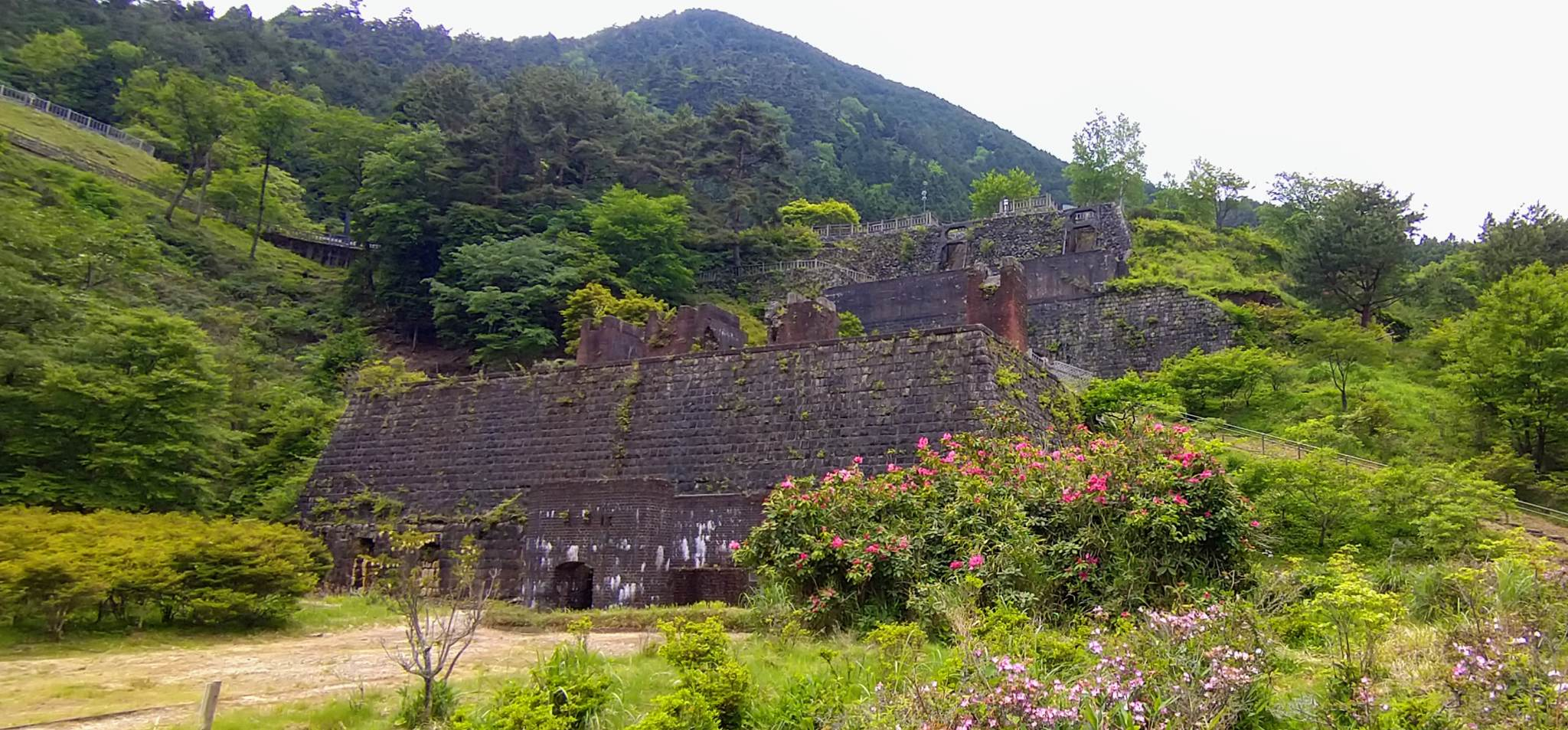
メインの遺跡
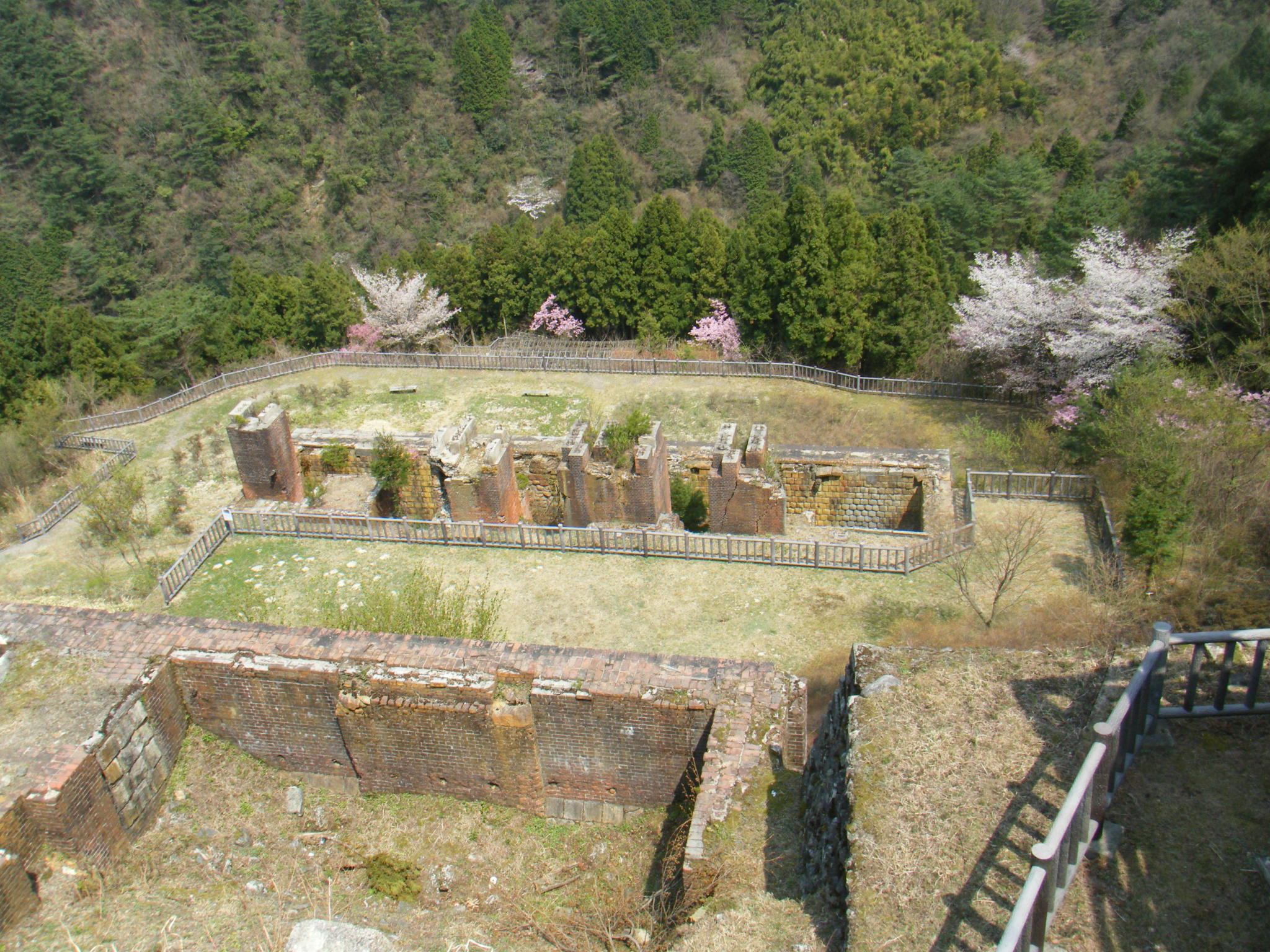
駐車場脇の展望台よりメインの遺跡を臨む
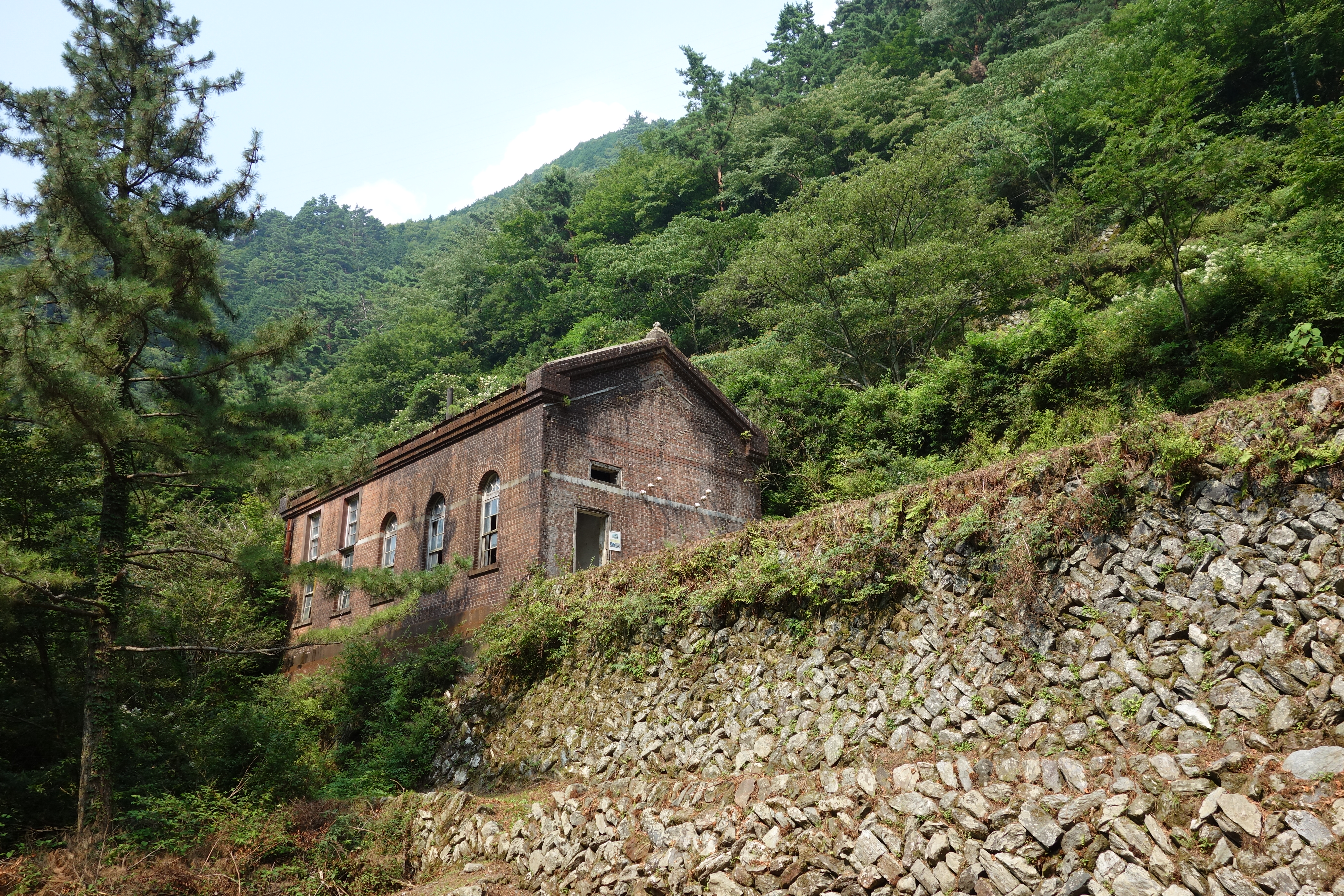
このエリア最奥の旧東平第三変電所跡

### 端出場地区
端出場（はでば）地区は、採鉱本部が1930年（昭和5年）に東平地区から移転され、1973年（昭和48年）の閉坑まで使用された地区である。現在、ここにはマイントピア別子が整備されている。マイントピア別子では、鉱山鉄道敷跡を活かした観光用鉱山鉄道、火薬庫跡を活かした観光坑道などの地中展示施設のほか、砂金採り体験パーク、別子温泉～天空の湯～、売店・レストランなどを備えている。道の駅に指定されている。

地区の最奥には1915年（大正4年）に開通した端出場坑口と大立坑を結ぶ第四通洞があり、また対岸に、1912年（明治45年）に完成した端出場水力発電所（登録有形文化財）が現存している。その内部には水車発電機1基や周波数変換器3基などの電気機械が残っている機械エリア、別子銅山の歴史から発電所の役割や歴史的意義を解説している歴史エリアがあり、2023年3月28日より無料で一般公開されるようになっている。開館時間は9時（冬季は10時）から17時で、臨時休館あり。また、道路を挟んで斜面には当所に落差597.18mで供給していた水圧鉄管跡がある。

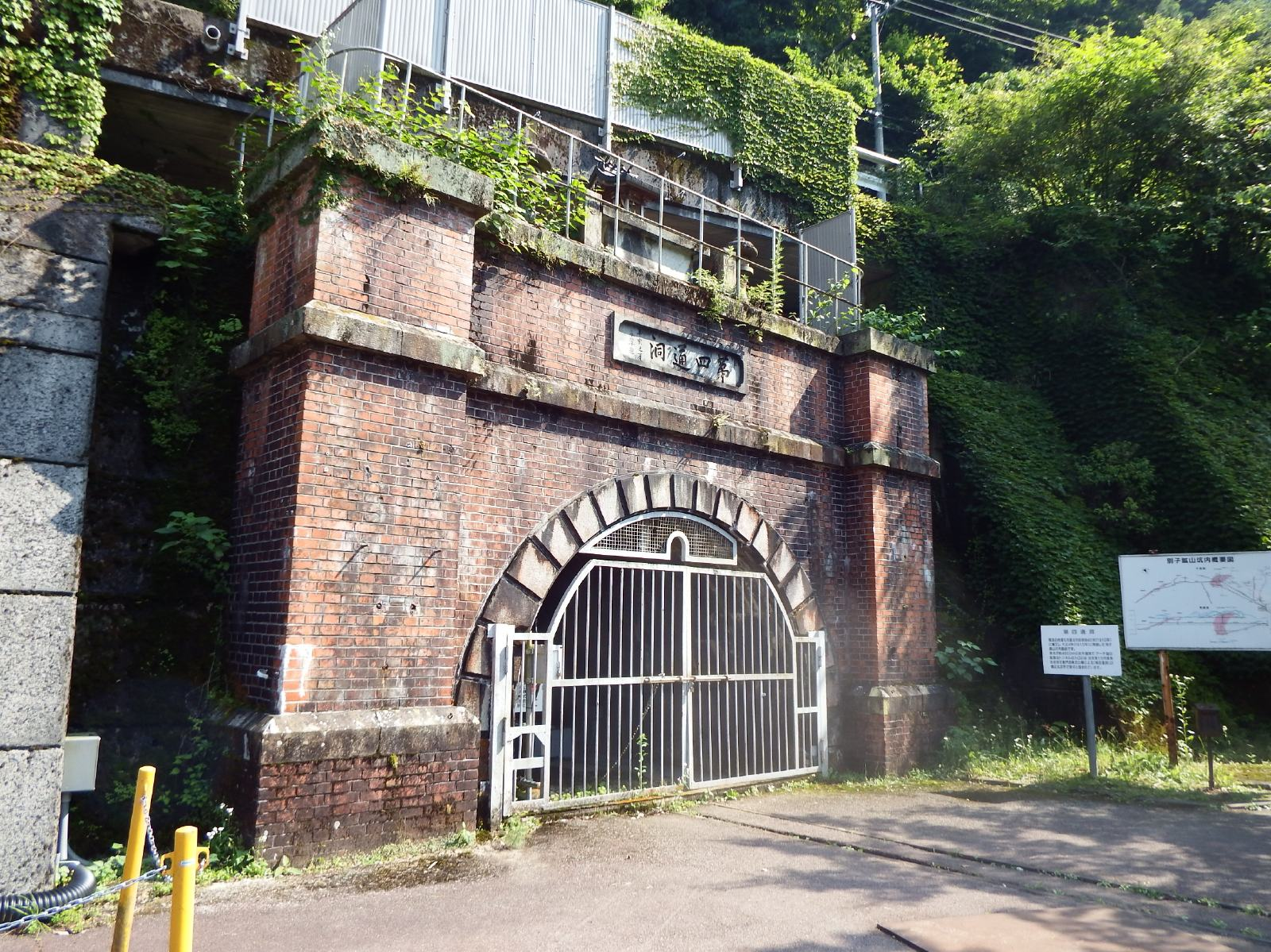
第四通洞
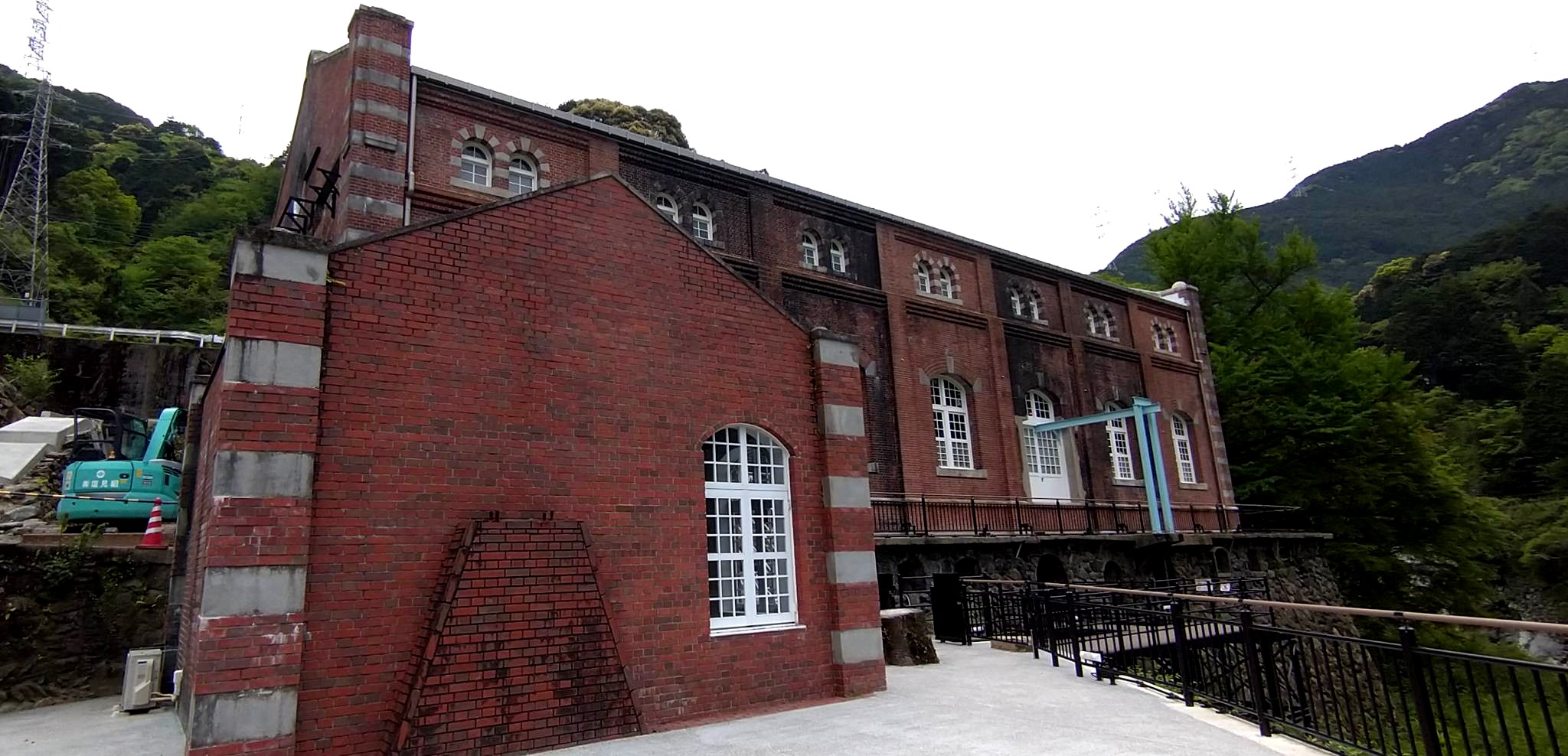
旧端出場水力発電所
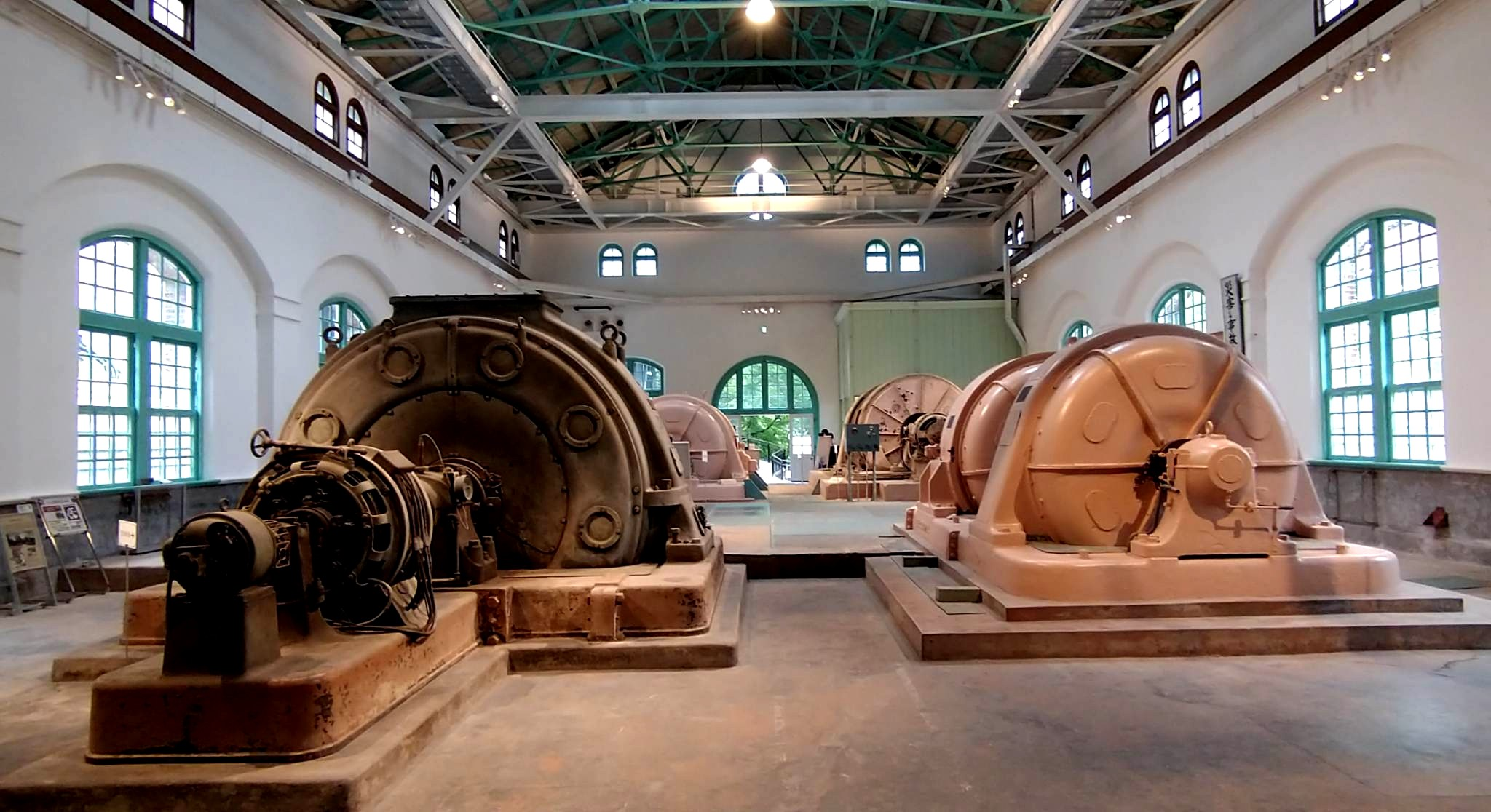
その内部のタービン室
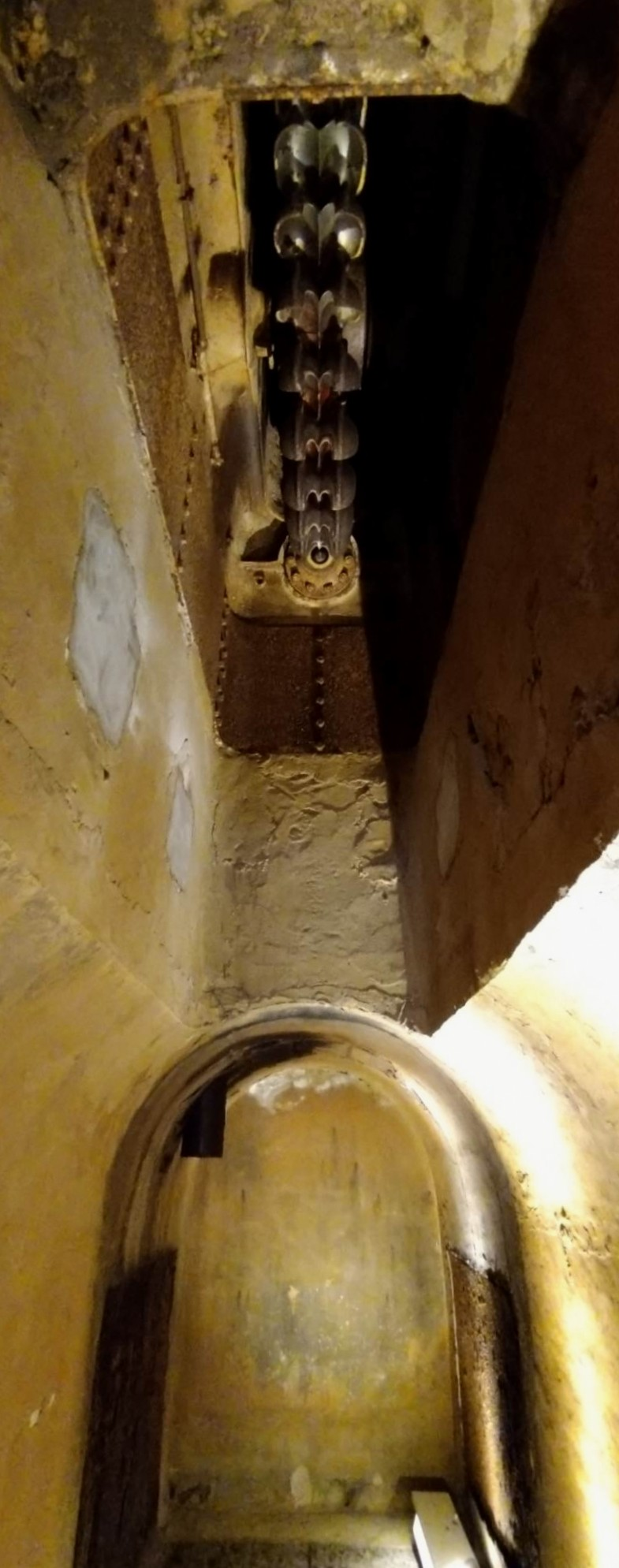
その地下のベルトン水車
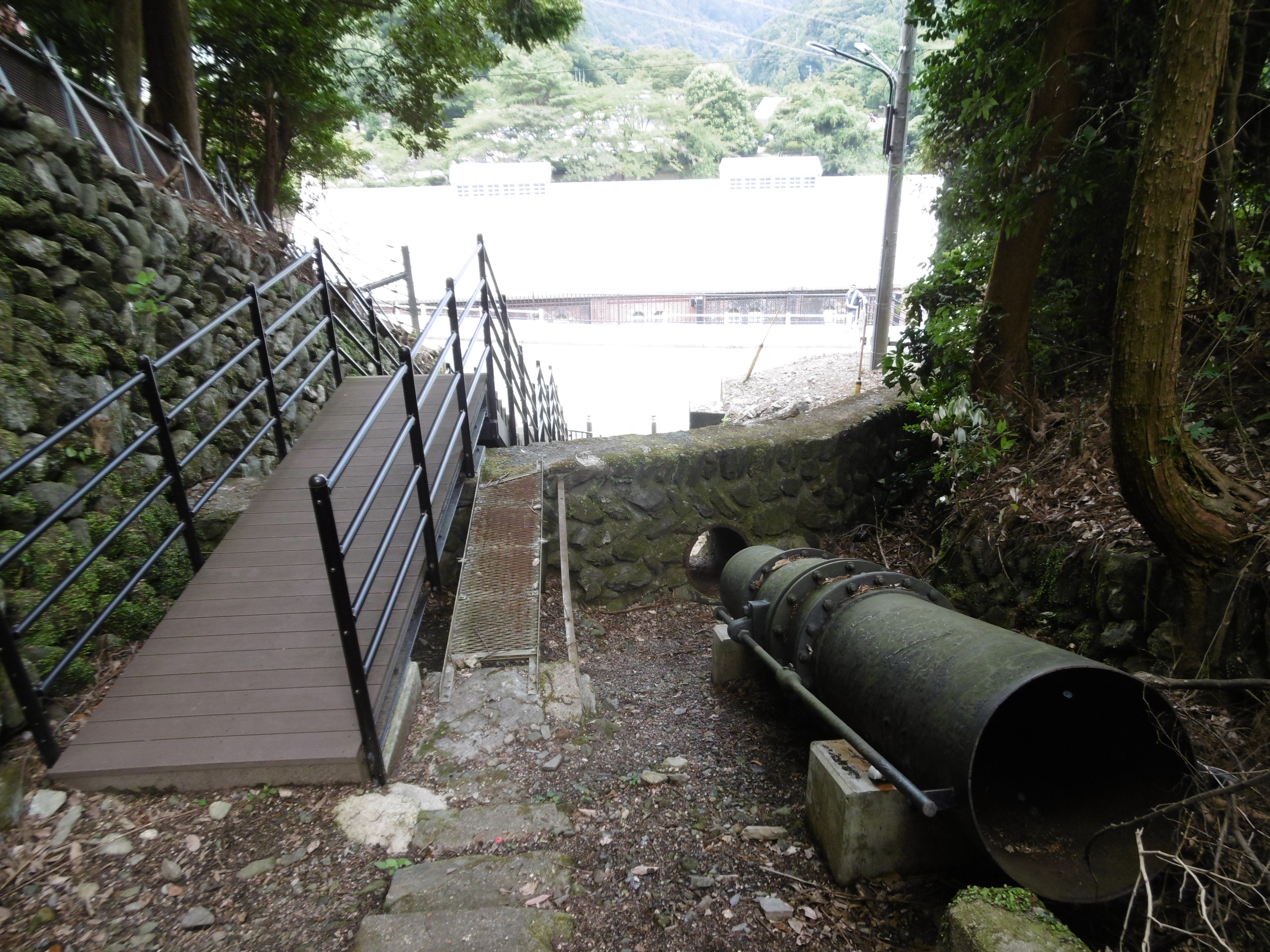
水圧鉄管跡

### 筏津
筏津坑は赤石山系の南斜面に位置し、1878年（明治11年）に開坑され、最初は弟地坑（おとじこう）と呼ばれていた（弟地は付近の地名）。一時休止された時期もあったが、別子銅山の一支山として機能を果たしてきた。最初の坑口とは銅山川をはさんだ対岸に1940年（昭和15年）に筏津新坑口として開坑された坑口は1973年（昭和48年）の別子銅山閉山まで使われた。新坑口の近辺には、当時、社宅、クラブ、娯楽場、診療所、小売商店などが軒を連ね殷賑を極めていたが、閉山とともに集落はなくなった。2019年（令和元年）8月より整備され、筏津坑に入って見ることができる。その斜面には、キレンゲショウマが7月後半頃咲く。

### 四阪島
住友金属鉱山の私有地である四阪島にも多数の産業遺産・遺構が存在する。

## 関連作品

### 書籍
- 住友別子鉱山史 上巻/下巻/別巻 住友金属鉱山株式会社住友別子鉱山史編集委員会 1991年　当項目の参考文献
- 新居浜市広瀬歴史記念館『広瀬歴史記念館』（1997年）
- 新居浜市『未来への鉱脈 別子銅山と近代産業遺産』（1999年、非売品）当項目の参考文献
- 『森になった街 写真と俳句でつづる別子銅山』（俳句・エッセイ：夏井いつき、写真：渡部ひとみ、新居浜市観光協会、2002年）
- 住友史料館『住友の歴史 上巻/下巻』（2013年）
- 愛媛県立新居浜南高等学校ユネスコ部『別子銅山 近代化産業遺産 八十八か所 ふれあい めぐりあい ガイドブック ～マインからマインドへ～』(2018年)[8]

### テレビ・映画・PV
別子銅山が題材
- 1972年（昭和52年）テレビドキュメンタリー『新日本紀行』（NHK） 〜閉山の里愛媛県別子山村〜
- 1985年（昭和60年）映画『薄化粧』
- 2010年（平成22年）12月]『“捕虜”と向き合った戦争〜愛媛 別子銅山〜』（NHK松山。2011年1月に全国放送）
- 2016年（平成28年）1月『百年の計、我にあり』（TBS系列）[9]

別子銅山で撮影
- 2003年（平成15年）映画『船を降りたら彼女の島』
- 2014年（平成26年）PV『禁断のレジスタンス』新居浜市出身の声優・水樹奈々の楽曲。端出場水力発電所と東平ゾーンでミュージックビデオの撮影が行われた。立入禁止の箇所が存在するが、伊予観光大使（いよかん大使）を務めていることから特例でロケを行うことができた。また、水樹はメジャーデビュー前に本鉱山を題材とした楽曲『つがざくら』を歌い別子銅山記念館でジャケット撮影を行っている。
- 2016年（平成28年）テレビドラマ『科捜研の女 春スペシャル』（テレビ朝日）4月17日放送回の撮影が東平で行われた。沢口靖子や内藤剛志らが出演。